# George Knobel
Pour les articles homonymes, voir Knobel.
George Knobel  est un entraîneur néerlandais de football né le 10 décembre 1922 à Roosendaal (Pays-Bas), et mort le 5 mai 2012 dans la même ville.

## Biographie
George Knobel a été l'entraîneur de l'Ajax Amsterdam d'août 1973 à avril 1974. Avant, il avait déjà dirigé les joueurs de deux autres clubs néerlandais, VV Baronie et MVV Maastricht. À Amsterdam, il a eu la lourde tâche de succéder à Rinus Michels et Stefan Kovacs : le départ des vedettes de l'Ajax dont Johan Cruyff n'a pas facilité son travail et provoqué son renvoi.
Il dirige ensuite durant deux ans, du 4 septembre 1974 au 19 juin 1976, l'équipe nationale néerlandaise : les Oranje sous sa direction, se qualifient pour l'Euro 1976 où ils sont éliminés par le futur vainqueur de l'épreuve, la Tchécoslovaquie. Les Néerlandais remportent tout de même le match pour la troisième place. 
George Knobel est revenu diriger les joueurs du MVV, avant de partir en Belgique  au K Beerschot VAV. Avec ce club, il a remporté la Coupe de Belgique mais Anvers se souvient de lui également parce que, le soir, il emportait avec lui les parts de tartes qui n'avaient pas été consommées... (source : De Standaard, vendredi 30 novembre 2012). Il a également été sélectionneur de l'équipe nationale de Hong-Kong en 1980-1981.